# Mercato San Severino
Mercato San Severino là một đô thị (comune) thuộc tỉnh Salerno trong vùng Campania của Ý. Mercato San Severino có diện tích km2, dân số là người (thời điểm ngày).